# 土岐元頼
土岐 元頼（とき もとより、生年不詳 - 明応5年6月20日（1496年7月30日））は、戦国時代の武将。美濃守護土岐成頼の四男。母は側室。通称は四郎。美濃長山城主。

## 生涯
宮本家古寺縁起には、明応（1492年 - 1501年）の頃、土岐美濃守政房の弟長山四郎は芥見村権現山の城主にして、大洞願成寺を修復せりとある。
父の成頼は、庶子である元頼を溺愛し、政房の廃嫡を考えるようになり、成頼によって元頼は守護代の斎藤利藤、小守護代の石丸利光らに擁立され、兄の政房も斎藤妙純の支持を受けたことにより両者は対立、明応3年（1494年）に家督争いが起こった（船田合戦）。
明応4年（1495年）6月、利光らと共に政房方と戦うが、敗れたため利光と共に近江へと逃れた。同年9月、父は隠居を余儀なくされ、家督と守護職を政房に譲る。しかし、その後も元頼は抵抗を続け、明応5年（1496年）5月に美濃に下国、隠居していた父の居城・城田寺城に籠城して再起を図るが、妙純の軍勢に包囲され、5月30日、利光は成頼らの助命を条件に切腹した。しかし、父は城田寺城から出たが元頼は許されず、止むなく自刃して果てた。
小里氏の祖である土岐頼連は元頼の子とされる。また、明智光秀は元頼と武儀郡の豪族の中洞源左衛門の娘との子であり、大永6年（1526年）8月15日に生まれたという伝承が、山県郡美山の白山神社に伝わっている。